# Фортечні ясени
Фортечні ясени — ботанічна пам'ятка природи місцевого значення в Україні, розташована в Києві, у Печерському районі.  

## Опис
Група вікових ясенів зростає на Лабораторному провулку. Землекористувачем є Київська міська клінічна лікарня № 17.  

## Охоронний статус
Пам'ятка отримала статус ботанічної пам'ятки природи місцевого значення відповідно до рішення Київради від 17 липня 2008 року № 19/19.  

## Галерея

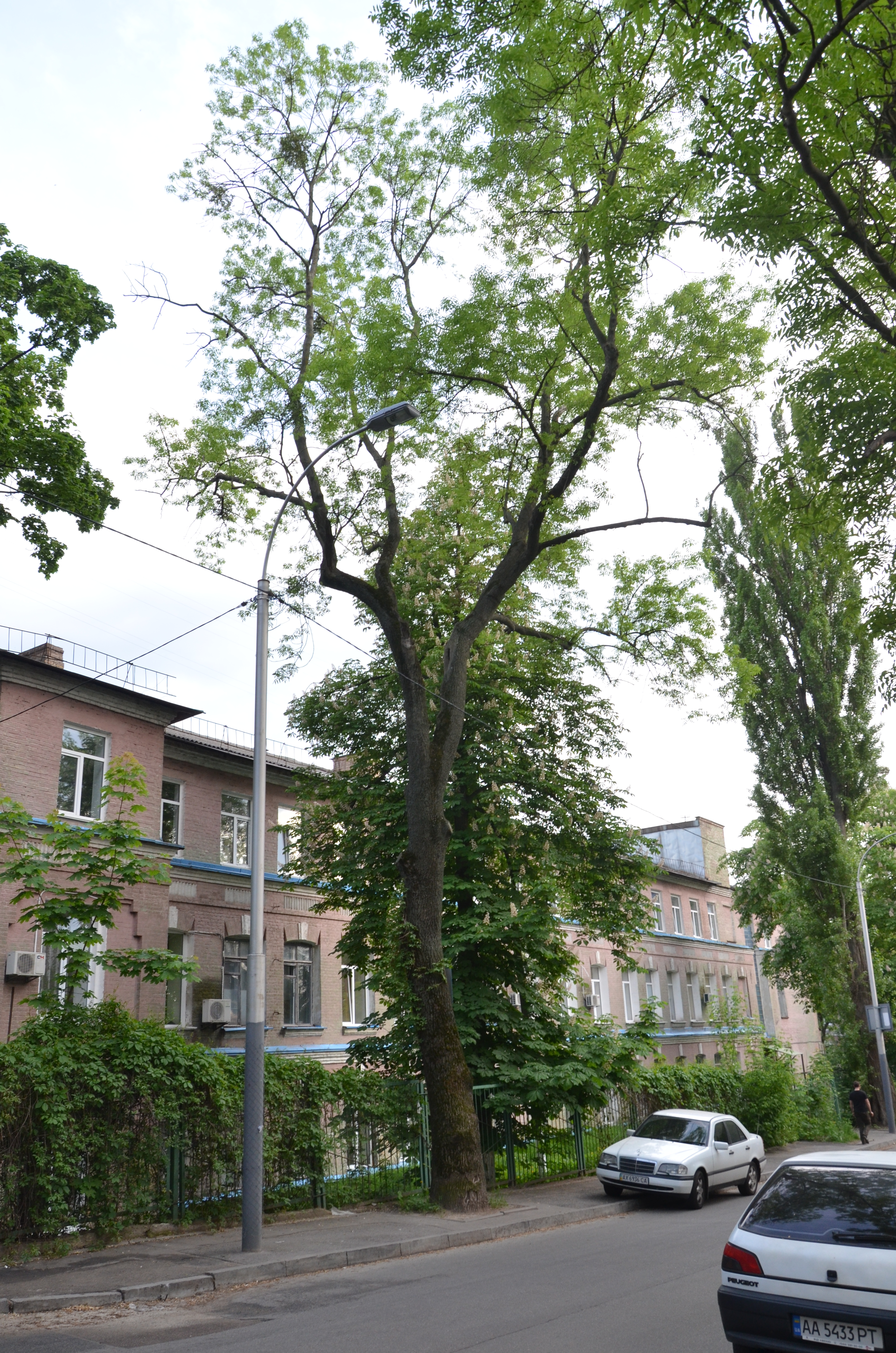
Фортечні ясени